# Vilankulo
Vilankulo (früher Vilanculos) ist eine Küstenstadt in Mosambik im Distrikt Vilanculos der Provinz Inhambane.

## Bevölkerung
Vilankulo hatte 40.048 Einwohner im Jahr 2009, 2020 zählte sie knapp 55.000 Einwohner
Viele der Bewohner verwenden den Ortsnamen „Vilankulo“ als Familiennamen.

## Geschichte und Ortsname
Vilankulo ist nach dem Häuptling Vilankulo benannt. Einige der „bairros“ (Vorstädte) sind nach seinen Söhnen benannt.
Während der portugiesischen Kolonialzeit wurde der Name in Vilanculos umgeändert, da die Portugiesische Sprache den Buchstaben K nicht führt und am Wortende den „sch“-Lautwert des Buchstaben S gebraucht. Offiziell am 23. Juli 1913 gegründet, wurde der Ort am 18. April 1964 zur Kleinstadt (Vila) erhoben und zum Sitz eines eigenen Verwaltungskreises (Concelho).
Nach der Unabhängigkeit 1975 wurde der ursprüngliche Ortsname wieder eingeführt. Heutzutage nennt man den Distrikt Vilanculos und die Stadt Vilankulo.
Im Zuge seiner weiteren Entwicklung wurde der Ort am 25. Februar 2020 zur Stadt erhoben, gemäß der gesetzlich vorgeschriebenen Entwicklungskriterien zur Ernennung eines Ortes zur Stadt (Cidade).

## Wirtschaft

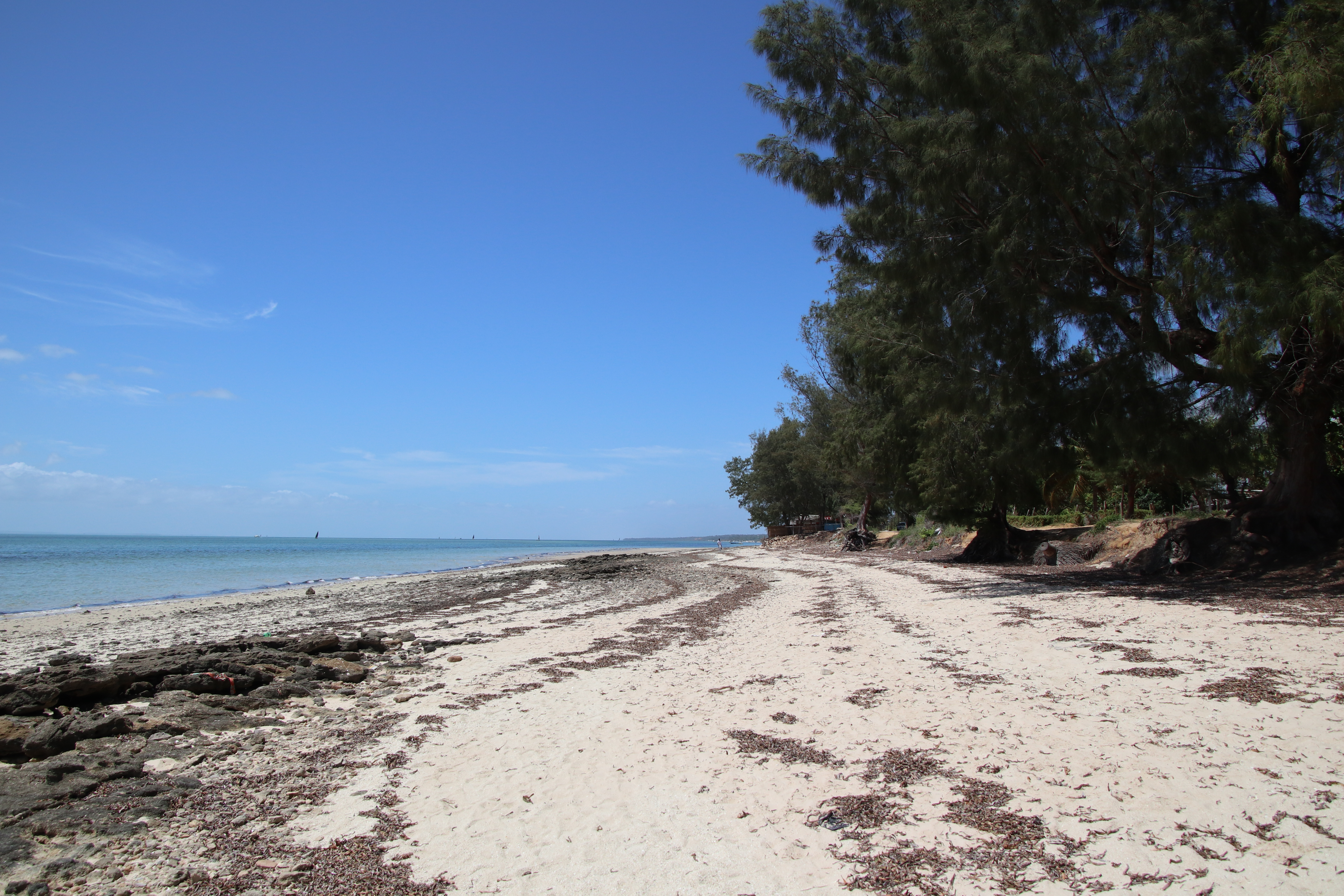
Strand von Vilaculos

Vilankulo besitzt einen internationalen Flughafen, von dem aus mehrere regionale Ziele angeflogen werden, unter anderem Johannesburg, Maputo, Eswatini und Durban. Vilankulo ist während des letzten Jahrzehnts enorm gewachsen, zudem ist es Empfänger beträchtlicher ausländischer Investitionen in seine touristische Infrastruktur. Zwischen der Stadt und dem Bazaruto-Archipel verkehren Daus.

## Sport
Es existiert ein lokaler Fußballverein, genannt Vilankulo Futebol Clube (VFC) Dies ist der erste offizielle Klub Vilankulos, der von der FMF (Federação Moçambicana de Futebol, der Mosambikanische Fußballverband) anerkannt wurde.

## Städtepartnerschaft
- Aalen (Deutschland), seit 2018[4]

## Söhne und Töchter der Stadt
- Josina Machel (1945–1971), Feministin und Widerstandskämpferin